# Bitterroot Range
De Bitterroot Range is een gebergte dat gelegen is in de Amerikaanse staten Idaho en Montana. Afhankelijk van de gehanteerde definitie maakt het gebergte al dan niet een deel uit van de Rocky Mountains. De bergen worden in het noorden begrensd door de Coeur d'Alène, in het noordoosten door de Clark Fork en in het oosten door de Bitterroot River en Valley. Ten zuiden van de Bitterroot Range ligt (in het oosten) het hoogplateau van de Snake rond Idaho Falls en de Lemhi Range. Meer centraal vormt de Salmon River de zuidgrens. Aan de overzijde liggen hier de Salmon River Mountains. Ten westen van de Bitterroot Range liggen de Clearwater Mountains, al worden deze soms ook tot de Bitterroot Range gerekend.

## Onderverdelingen
Van noordwest naar zuidoost bestaat de Bitterroot Range uit volgende groepen:
- Coeur d'Alène Mountains
- Saint Joe Mountains
- Bitterroot Mountains
- Beaverhead Mountains
- Centennial Mountains

Afhankelijk van de definitie worden de Clearwater Mountains (ten zuidwesten van de Bitterroot Mountains) tot de ruime Bitterroot Range gerekend.

## Geschiedenis

### Expeditie van Lewis en Clark
In 1805 werden de bergen doorkruist door de Expeditie van Lewis en Clark. Meriwether Lewis trok als eerste over de bergen langs de 2247 meter hoge Lemhi Pass. Deze pas ligt op de Continental Divide, in de Beaverhead Mountains. Doordat de expeditie zo lang mogelijk de Missouri had gevolgd, misten ze een lagere pas ruim 100 kilometer noordelijker (Deer Lodge Pass, 1792 m) die direct toegang gaf tot de vallei van de Clark Fork River. Op Lemhi Pass zag Lewis dat de westelijke zijde van de Continental Divide uit bijna eindeloze bergketens bestond (o.a. de Bitterroot Range en de Salmon River Mountains), in tegenstelling tot de zachte aanloop via de Great Plains aan de oostzijde. Daarbij verloor men de hoop op een gemakkelijke "noordwest passage" die de expeditie hoopte te ontdekken.
De expeditie daalde de pas af naar de vallei van de Salmon River en trok naar het noorden, waarbij men even de Salmon River volgde. De Salmon River draait verderop echter naar het westen door een moeilijk bevaarbare kloof. Hier koos men ervoor om de Bitterroot Range een tweede maal over te steken, naar de Bitterroot Valley in het noorden. Dit deden ze waarschijnlijk via Lost Trail Pass of Chief Joseph Pass (in het uiterste noordwesten van de Beaverhead Mountains of het uiterste zuidoosten van de Bitterroot Mountains). De Bitterroot Valley gaf toegang tot de Clark Fork River in het noorden, maar men koos ervoor om hier (in plaats van de rivieren stroomafwaarts te volgen) naar het westen te trekken via Lolo Pass en dus een derde maal de Bitterroot Range over te steken (hier de Bitterroot Mountains).